# Belgische federale verkiezingen 2014/Kandidatenlijst/Open Vld
Dit zijn de kandidatenlijsten van Open Vlaamse Liberalen en Democraten voor de Belgische federale verkiezingen van 2014. De verkozenen staan vetgedrukt.

## Antwerpen

### Effectieven
1. Annemie Turtelboom
2. Dirk Van Mechelen
3. Walter Grootaers
4. Karin Heremans
5. Marc Van Aperen
6. Alexandra D'Archambeau
7. Farid Chkhachkhi
8. Liesbeth Poels
9. Toby Fischler
10. Marianne Verhaert
11. Ludo Neyens
12. Livia Moreau
13. Patrick Feyaerts
14. Pinar Dogan
15. Patrick Vermeiren
16. Lieselotte Thys
17. Luc Verguts
18. Christel Van Den Plas
19. Kristin Lenaers
20. Inge Michielsen
21. Steve Leung
22. Els De Groof
23. Koen Anciaux
24. Dirk Sterckx

### Opvolgers
1. Frank Wilrycx
2. An Stokmans
3. Kris Gysels
4. Johan Peeters
5. Sabine Leyzen
6. Linda Guldentops
7. Thomas Heiremans
8. Renilde Willemse
9. Rudi Cleymans
10. Edwin Hendrickx
11. Nick Vercammen
12. Eva Houet
13. Yolande Avontroodt

## Brussel-Hoofdstad

### Effectieven
1. Thomas Ryckalts
2. Mimi Crahaij
3. Cedric Vloemans
4. Stef Colens
5. Dominique Bernard
6. Gert Van der Eeken
7. Christel Verhasselt
8. Tom Reinhard
9. Sarah Taybi
10. Franck Goethals
11. Else Scheers
12. Laurens Nauwelaerts
13. Veronique Carrewyn
14. Chantal Scott-Degraeve
15. Pieter Debou

### Opvolgers
1. Frank Dewael
2. Vanessa Pascucci
3. Linda Smedts
4. Yves Vandersteen
5. Mia Joosten
6. Frédéric Masil
7. Aviva Dierckx
8. Ann Michiels
9. Chris Cloots

## Limburg

### Effectieven
1. Patrick Dewael
2. Nele Lijnen
3. Pascy Monette
4. Matthias Vandyck
5. Marleen Kortleven
6. Mark Vanleeuw
7. Tanja Ceelen
8. Mia Croonen
9. Sofie Vandeweerd
10. Luk Delbrouck
11. Griet Mebis
12. Igor Philtjens

### Opvolgers
1. Lode Vereeck
2. Veronique Caerts
3. Franco Guido
4. Jo Feytons
5. Liesbet Stroeken
6. Mario Versavel
7. Françoise Chombar

## Oost-Vlaanderen

### Effectieven
1. Alexander De Croo
2. Carina Van Cauter
3. Egbert Lachaert
4. Ine Somers
5. Stephanie D'Hose
6. Mahmut Öz
7. Tania De Jonge
8. Margot Neyskens
9. Stijn Pluym
10. Bart Van Den Neste
11. Stijn Deschepper
12. Claudine Bonamie
13. Christine De Pus
14. Gilles Van Hende
15. Andy De Cock
16. Charlotte Delaruelle
17. Stijn Wille
18. Nathalie Meganck
19. Marijke Duyck
20. Yves Deswaene

### Opvolgers
1. Katja Gabriëls
2. Luc Vander Meeren
3. Eva De Schryver
4. Sophie Nicque
5. Jeroen Prové
6. Wim De Waele
7. Tom Deputter
8. Elsie Sierens
9. Michiel De Rubbel
10. Véronique Fontaine
11. Kenneth Taylor

## Vlaams-Brabant

### Effectieven
1. Maggie De Block
2. Tim Vandenput
3. Patricia Ceysens
4. Luk Van Biesen
5. Ann Schevenels
6. Elke Malotiaux
7. Kris Peetermans
8. Michel Baert
9. Caroline Vangoidsenhoven
10. Jill Rollier
11. Annik De Schouwer
12. Jos Mombaers
13. Hendrik Latacz
14. Filip Van Ginderdeuren
15. Michel Verschueren

### Opvolgers
1. Dirk Janssens
2. Katrijn Willems
3. Patrick Vandijck
4. Kathleen D'Herde
5. Wim Hendrickx
6. Inge Bonaventure
7. Tine Bigaré
8. Christel Verlinden
9. Walter Zelderloo

## West-Vlaanderen

### Effectieven
1. Vincent Van Quickenborne
2. Sabien Lahaye-Battheu
3. Patrick De Klerck
4. Janna Rommel-Opstaele
5. Mieke Syssauw
6. Jeroen Pillen
7. Sara Casteur
8. Piet Delrue
9. Fanny Decock
10. Elke Carette
11. Michèle Vandermeeren
12. Chantal Vande Vyvere
13. Lieven Cobbaert
14. Hugo De Plecker
15. Kurt Beirens
16. Ward Vergote

### Opvolgers
1. Anthony Dumarey
2. Sandrine De Crom
3. Bert Verhaeghe
4. Mohamed Ahouna
5. Katrien Vandecasteele
6. Femke Verleye
7. Jeannique Denys-Windels
8. Geert Galle
9. Toon Vancoillie